# Jacques Bornet
Pour les articles homonymes, voir Bornet.
Jacques Bornet (1er mars 1816 à Le Petit-Bornand-les-Glières (Haute-Savoie) - 13 mai 1873 à Delémont (Suisse), est un poète ouvrier et dramaturge français.

## Biographie
Jacques Bornet naît le 1er mars 1816 au Petit-Bornand de parents bisontins. Son père est taillandier à Besançon. Selon les indications autobiographiques données dans la préfacé de ses Poëmes de la jeunesse publiés en 1869, il est engagé comme pâtre à l'âge de 7 ans dans un village de Bourgogne pour venir en aide à sa mère veuve et en charge de trois enfants plus jeunes. À 15 ans, orphelin de père, il vient vivre à Besançon auprès de sa mère et apprend à lire en se faisant expliquer les enseignes des magasins. En 1840, devenu employé de commerce, il épouse Anne Marie Perret, une tailleuse âgée de 40 ans alors qu'il n'en a que 24. Cinq enfants dont quatre filles parvenues à l'âge adulte naîtront de cette union : Louise, Maria, Anna et Henriette.
Le couple s'installe à Paris, où Anne Marie décède vers 1844. Dans cette « terre classique des poëtes martyrs et des exploiteurs de leurs cendres », Jacques cherche en vain à entrer dans le monde littéraire à partir du Second Empire. Au faubourg du Temple, il fréquente le milieu de la bohême autour de Privat d'Anglemont. Ses pièces sont refusées par les salles de théâtre et Béranger, dont il sollicite le soutien, le « déclare poète » mais ne lui procure aucune recommandation,. Il entre également en correspondance avec Proudhon. Vivant dans la pauvreté, il fait travailler ses filles comme couturières tout en les exerçant à la poésie, une éducation jugée avec sévérité par Armand Lebailly :

« Elles sont quatre qui rossignolent du matin au soir, sans compter le père, qui donne le ton. Or, mesdemoiselles Marie, Henriette, Anna et Louise X... sont quatre jeunes filles poètes de dix-sept à vingt ans. Elles sont ouvrières, couturières en linge, corsetières au besoin, mais ne travaillent à leur métier qu'à contre-cœur. Voilà des enfants qu'il faut guérir. Elles sont poëtes par force et maladie. Leur père, qui s'est fait, suivant le mot de Proudhon, l'Arétin de la misère, les reniera dans un an si elles n'ont pas produit des œuvres poétiques. C'est terrible, un si terrible père! Et ces pauvres enfants, qui feraient bien mieux, à notre époque, de s'occuper du pot-au-feu, suent et cravachent la muse avec tout l'accent du désespoir. »

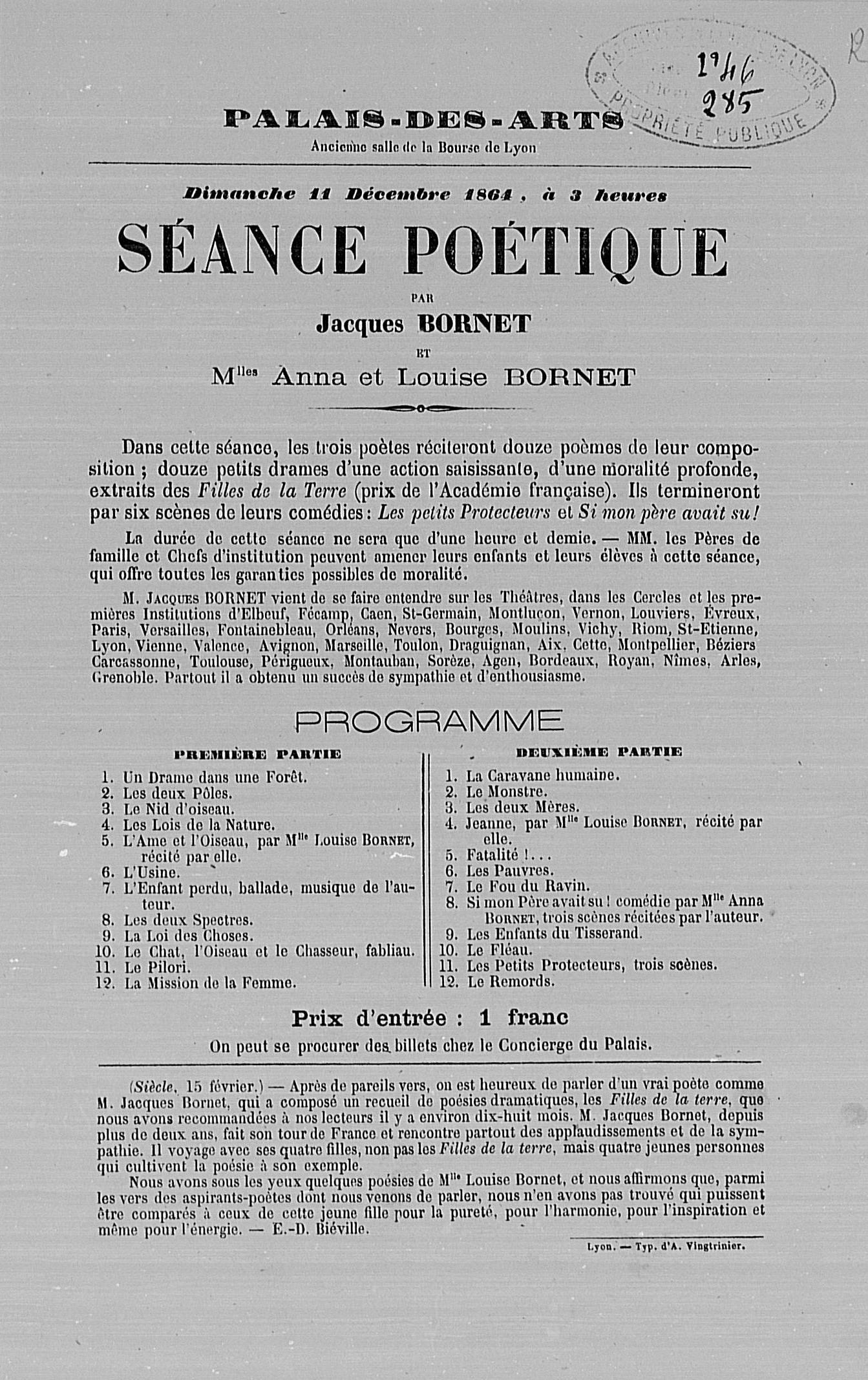
Prospectus d'une séance poétique de Jacques Bornet et ses filles à Lyon en 1864.

En échec à Paris, Jacques emmène ses filles à partir de 1862 dans une tournée à travers la France, avec l'ambition de « moraliser les masses avec la poésie » : « Voyant, après dix ans de tentatives infructueuses, que j'étais condamné à une mort obscure et infaillible, je pris la résolution d'en appeler au public de toute la France, ou plutôt de toute l'Europe ». Entamées en Normandie, ses pérégrinations le conduisent, jusqu'à son décès, dans une multitude de communes françaises, belges et suisses. Ses « séances poétiques », où l'auteur se présente comme « le Trouvère du XIXe siècle » et auxquelles participent ses filles, sont données gratuitement et lui permettent de faire la promotion de ses livres. Les critiques sont généralement très élogieuses, voire parfois dithyrambiques : « Le coeur s'émeut aux accents émus du poète ; la raison s'éclaire aux vérités qu'il fait briller de la vive lumière ; l'âme entière s'échauffe, grandit et s'élève à l'appel de ce Sursum corda qui ressort de chaque rythme, de chaque mesure de la puissante mélopée ».
Il meurt à l'hôpital de Delemont, dans le Jura suissse, le 13 mai 1873.
Jacques Bornet fut membre et trésorier de la Société nivernaise des sciences, lettres et arts.
Dans La Revue de la Normandie de 1862, Gustave Gouellain et Jean Benoît Désiré Cochet notent, après avoir parcouru le volume en vers Les Filles de la terre : « C'est de la vraie et touchante poésie, mise au service de toutes les grandes idées et de toutes les causes saintes. L’émancipation des esclaves, la première entre toutes, est particulièrement traitée avec une vigueur de style et un sentiment excellent dans le petit drame que l’auteur a intitulé Jean Paréja ».

## Œuvre
- Le pilori de 1852 à 1872, Bordeaux : impr. de A. Bord, [1872]
- Honte au siècle !, Cambrai : impr. de L. Carion, (1866)
- Les filles de la terre, Paris : J. Tarride, 1862
- Six Poèmes, premier extrait des Filles de la terre (deux volumes – deux prix de l’Académie française) par Jacques Bornet et ses filles Anna, Louise et Marie, 1866
- Seize Poèmes extraits des Filles de la terre (Deux volumes – deux prix de l’Académie française) par Jacques Bornet et ses filles, Librairie centrale, 1866
- Les Filles de la terre, 2e volum, Deux comédies et quatorze poèmes nouveaux, par Jacques Bornet et Anna et Louise Bornet, Marseille : impr. de Vve M. Olive, 1864
- Guerre aux fléaux, impr. de P. Lachèse, Belleuvre et Dolbeau (Angers), 1867
- Poèmes de jeunesse par Jacques Bornet et ses filles (Trois prix de l’Académie française), Paris : F.-E. Guédon, 1869
- La fille de l'Espagnolet, drame en un acte en vers, Paris, 1869
- Helvidie ou l'âme de la Suisse, drame en un acte et en vers, 1872
- La nouvelle Aspasie, drame en 1 acte en vers, précédé d’une préface sur le théâtre réformé et sur le théâtre de l’avenir, 1872
- Les crimes de la misère et de la fortune, 1867
- Au hasard, J. Taride, 1857
- Fernollina, drame en un acte en vers, Librairie centrale, 1868
- Monsieur de Montlusant, drame en un acte en vers, impr. Carey frères, [1870]
- Théâtre classique réformé, quinze pièces réduites en 1 acte, de cinq à six personnages, de 500 à 900 vers, impr. de F. Santallier, 1872